# Дуайер, Рашид
Рашид Рэй Дуайер (англ. Rasheed Ray Dwyer; род. 29 января 1989, Сент-Мэри, Мидлсекс) — ямайский легкоатлет, специалист по бегу на короткие дистанции. Выступал за сборную Ямайки по лёгкой атлетике в 2008—2023 годах, чемпион мира, победитель Игр Содружества и Всемирной Универсиады, серебряный призёр Панамериканских игр, участник летних Олимпийских игр в Токио.

## Биография
Рашид Дуайер родился 29 января 1989 года в приходе Сент-Мэри графства Мидлсекс, Ямайка.
Первого серьёзного успеха в лёгкой атлетике на международном уровне добился в сезоне 2008 года, когда вошёл в состав ямайской сборной и выступил на юниорском мировом первенстве в Быдгоще, где вместе с соотечественниками стал серебряным призёром в зачёте эстафеты 4×100 метров (стартовал только на предварительном квалификационном этапе).
В 2009 году в эстафете 4×100 метров выиграл серебряную медаль на чемпионате Центральной Америки и Карибского бассейна в Гаване.
В 2010 году на молодёжном первенстве NACAC в Мирамаре взял бронзу в беге на 200 метров и получил серебро в эстафете 4×100 метров. В тех же дисциплинах завоевал серебряные награды на Центральноамериканских и Карибских играх в Маягуэсе. В эстафете стал серебряным призёром на Играх Содружества в Дели.
Будучи студентом, в 2011 году представлял Ямайку на Всемирной Универсиаде в Шэньчжэне, где превзошёл всех соперников на 200-метровой дистанции.
В 2013 году в беге на 200 метров выиграл серебряную медаль на Всемирной Универсиаде в Казани.
В 2014 году одержал победу в эстафете 4×200 метров на чемпионате мира по эстафетам в Нассау, был лучшим в дисциплине 200 метров на Играх Содружества в Глазго, финишировал вторым на Континентальном кубке IAAF в Марракеше.
В 2015 году вновь выиграл эстафету 4×200 метров на чемпионате мира по эстафетам в Нассау, с личным рекордом 19,80 стал серебряным призёром в беге на 200 метров на Панамериканских играх в Торонто, победил в 200-метровой дисциплине на чемпионате NACAC в Сан-Хосе. На чемпионате мира в Пекине завоевал золото в программе эстафеты 4×100 метров (стартовал только на предварительном квалификационном этапе).
На чемпионате мира 2017 года в Лондоне в дисциплине 200 метров дошёл до полуфинала. В эстафете 4×200 метров взял бронзу на чемпионате мира по эстафетам в Нассау.
В 2018 году бежал 200 метров на Играх Содружества в Голд-Косте, выиграл бронзовую медаль в эстафете 4×100 метров на Центральноамериканских и Карибских играх в Барранкилье.
В 2019 году в эстафете 4×100 метров стал шестым на эстафетном чемпионате мира в Иокогаме. На Панамериканских играх в Лиме пришёл к финишу пятым в беге на 100 метров и в эстафете 4×100 метров. На чемпионате мира в Дохе дошёл до полуфинала на дистанции 200 метров, тогда как в эстафете 4×100 метров не смог преодолеть предварительный квалификационный этап.
Благодаря череде успешных выступлений удостоился права защищать честь страны на летних Олимпийских играх в Токио — в финале 200 метров показал время 20,21, расположившись в итоговом протоколе соревнований на седьмой строке.
В 2022 году бежал 200 метров на чемпионате мира в Орегоне, остановился на стадии полуфиналов.
В 2023 году на чемпионате мира в Будапеште в 200-метровой дисциплине так же дошёл до полуфинала.